# 5795 Roshchina
5795 Roshchina è un asteroide della fascia principale. Scoperto nel 1978, presenta un'orbita caratterizzata da un semiasse maggiore pari a 2,2612700 UA e da un'eccentricità di 0,1559539, inclinata di 8,39506° rispetto all'eclittica.